# Burg Kirchberg (Hohenthann)

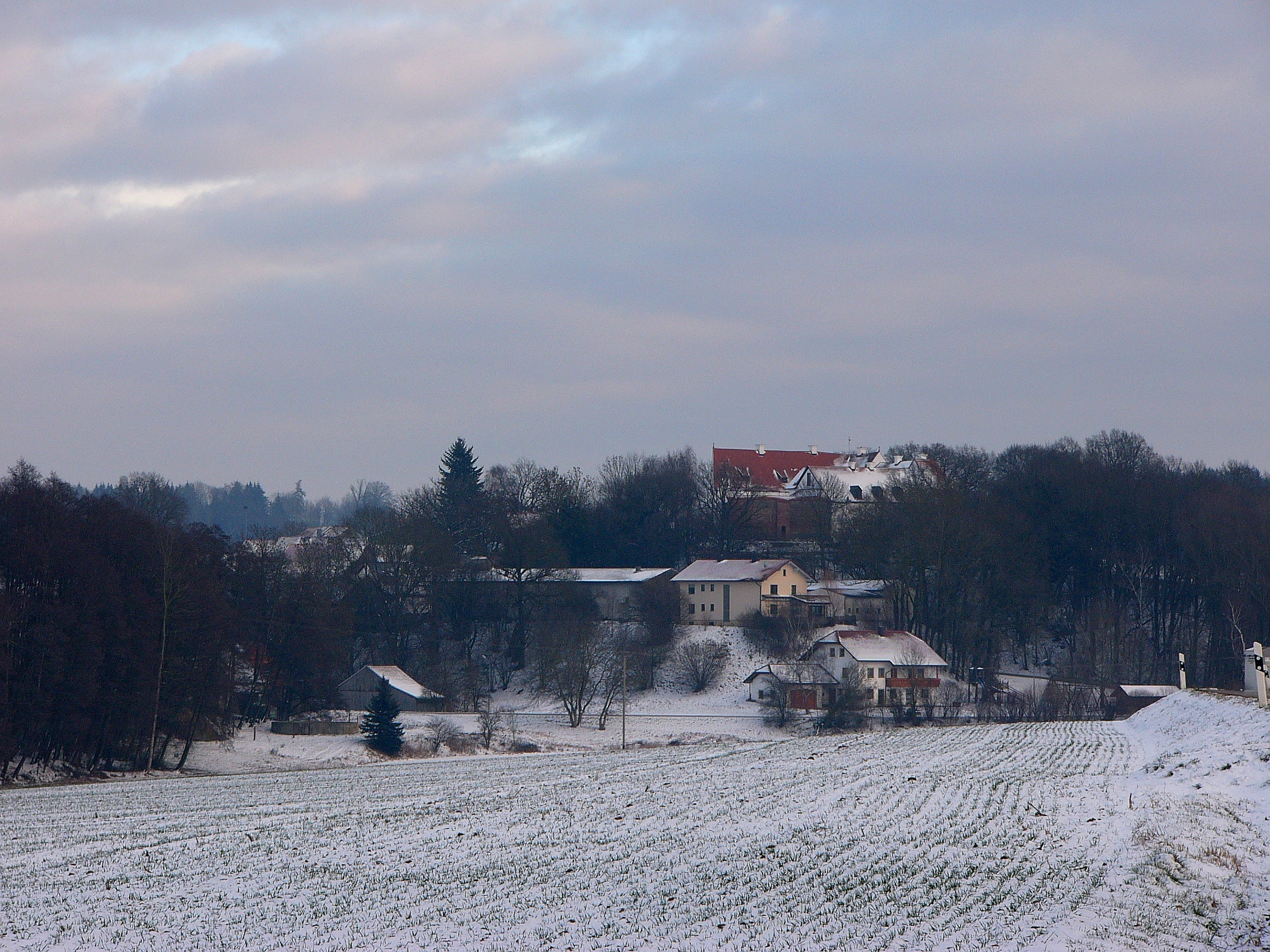
Auf einem Hügel mitten im Dorf Kirchberg steht die Burg Kirchberg

Die Burg Kirchberg, heute auch als Schloss Kirchberg bei Hohenthann bezeichnet, ist eine Burganlage in Kirchberg in der Gemeinde Hohenthann im Landkreis Landshut in Niederbayern. Die Anlage wird als Bodendenkmal unter der Aktennummer D-2-7338-0193 im BayernAtlas als „untertägige mittelalterliche und frühneuzeitliche Befunde im Bereich des Schlosses und der teilweise abgegangenen Burganlage von Kirchberg mit Schlosskapelle, ehem. Nebengebäuden und Gartenanlagen“ geführt. Ebenso ist das Schloss unter der Aktennummer D-2-74-141-20 ein denkmalgeschütztes Baudenkmal von Hohenthann.

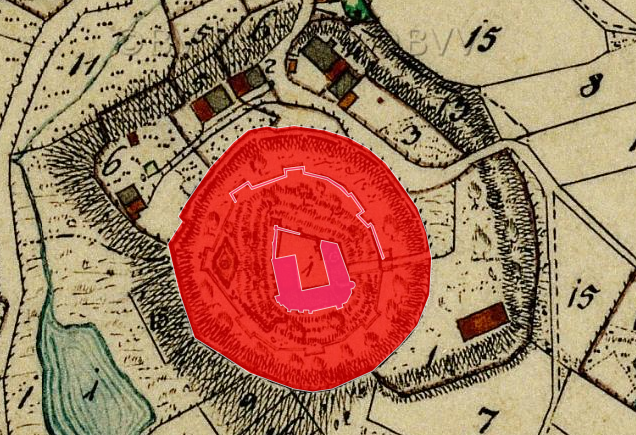
Lageplan von Burg Kirchberg auf dem Urkataster von Bayern

## Geschichte
In einer Urkunde des Klosters Mallersdorf wird ein Graf Arterius I. bereits im Jahr 812 in Kirchberg erwähnt. Die Burg soll jedoch bereits 292 als Römerfeste gegründet worden sein – in einer Zeit, aus der es keine Urkunden und andere schriftliche Zeugnisse gibt. Nach dem Aussterben der Grafen von Kirchberg im Jahr 1234 wurde die Grafschaft zu einem Pflegegerichtsbezirk des Herzogtums Bayern-Landshut. Der herzogliche Pfleger residierte auf der Burg von Kirchberg und war für Verwaltung und Justiz in seinem Bezirk zuständig. Die heutige Anlage wurde im 14. Jahrhundert von den Herren von Kirchberg erbaut und verfügt über eine kreisrunde Zwingermauer aus Backstein. Der Bergfried hat eine Grundfläche von 10 mal 10,5 Meter und eine Mauerstärke von drei Meter. Die Schlosskapelle St. Leonhard befindet sich im Bergfried-Untergeschoss. Für die Restaurierung der Burg in den 1990er Jahren erhielten die Besitzer den Denkmalpreis der Hypo-Kulturstiftung München.

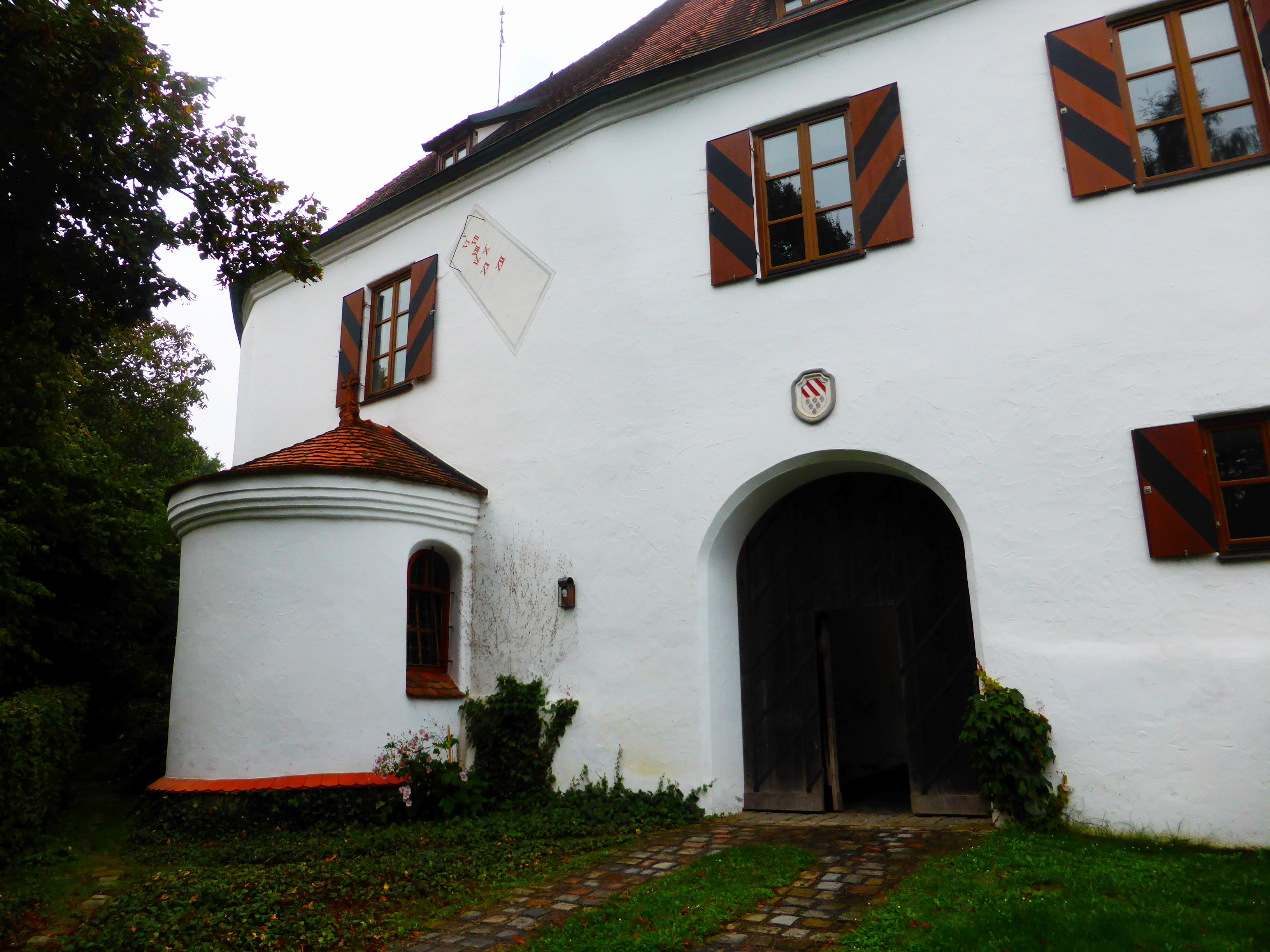
Burg Kirchberg (2014)
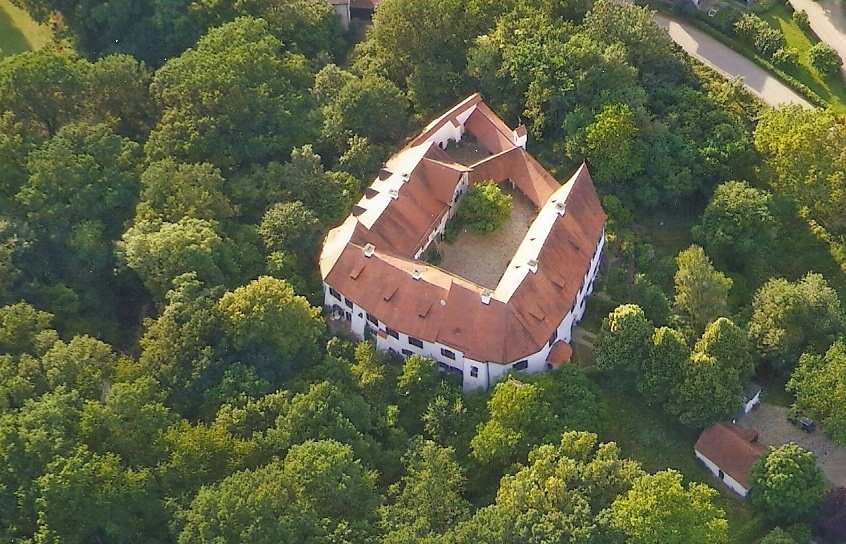
Luftaufnahme der Burg Kirchberg (2015)
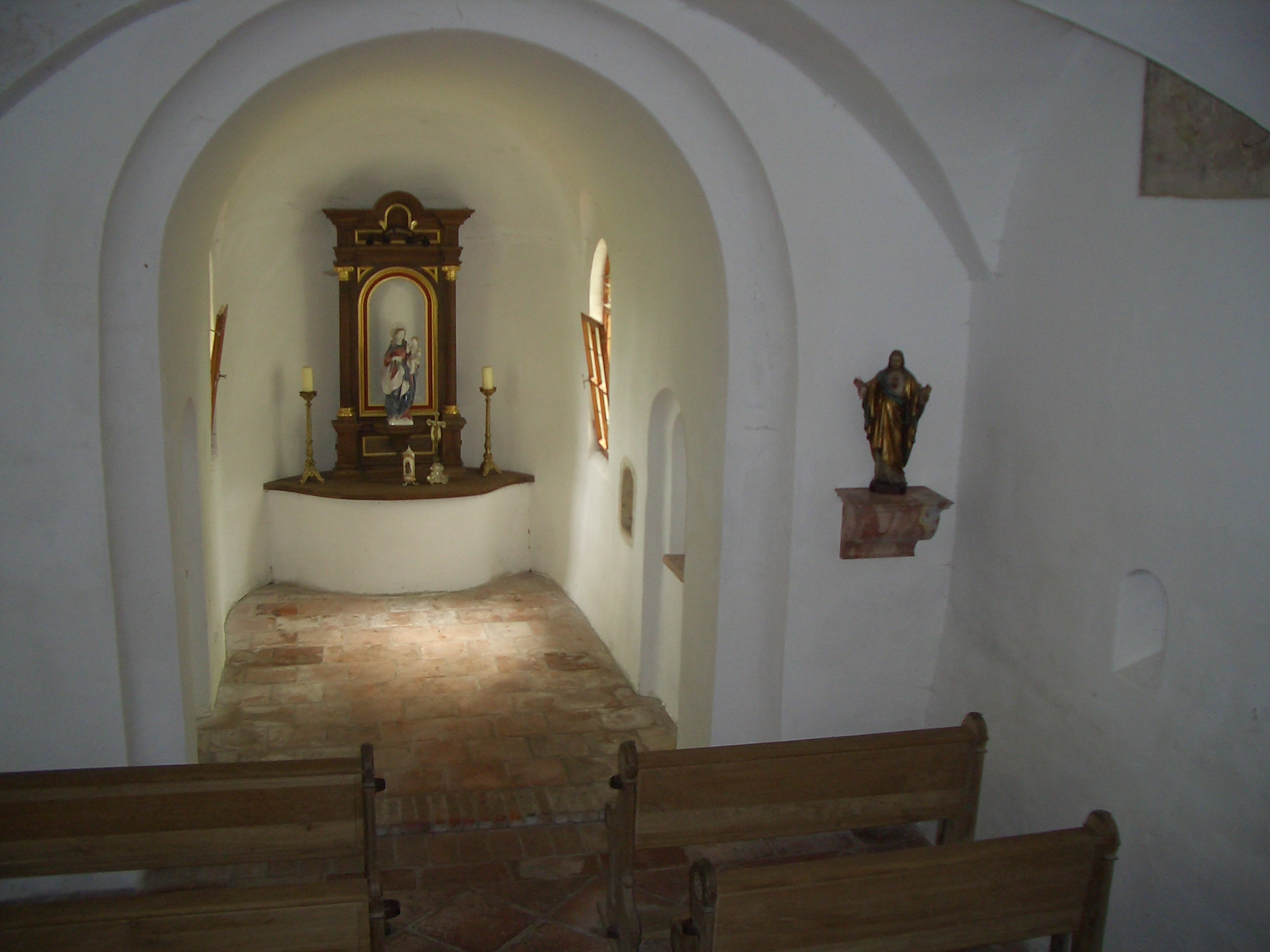
Hauskapelle
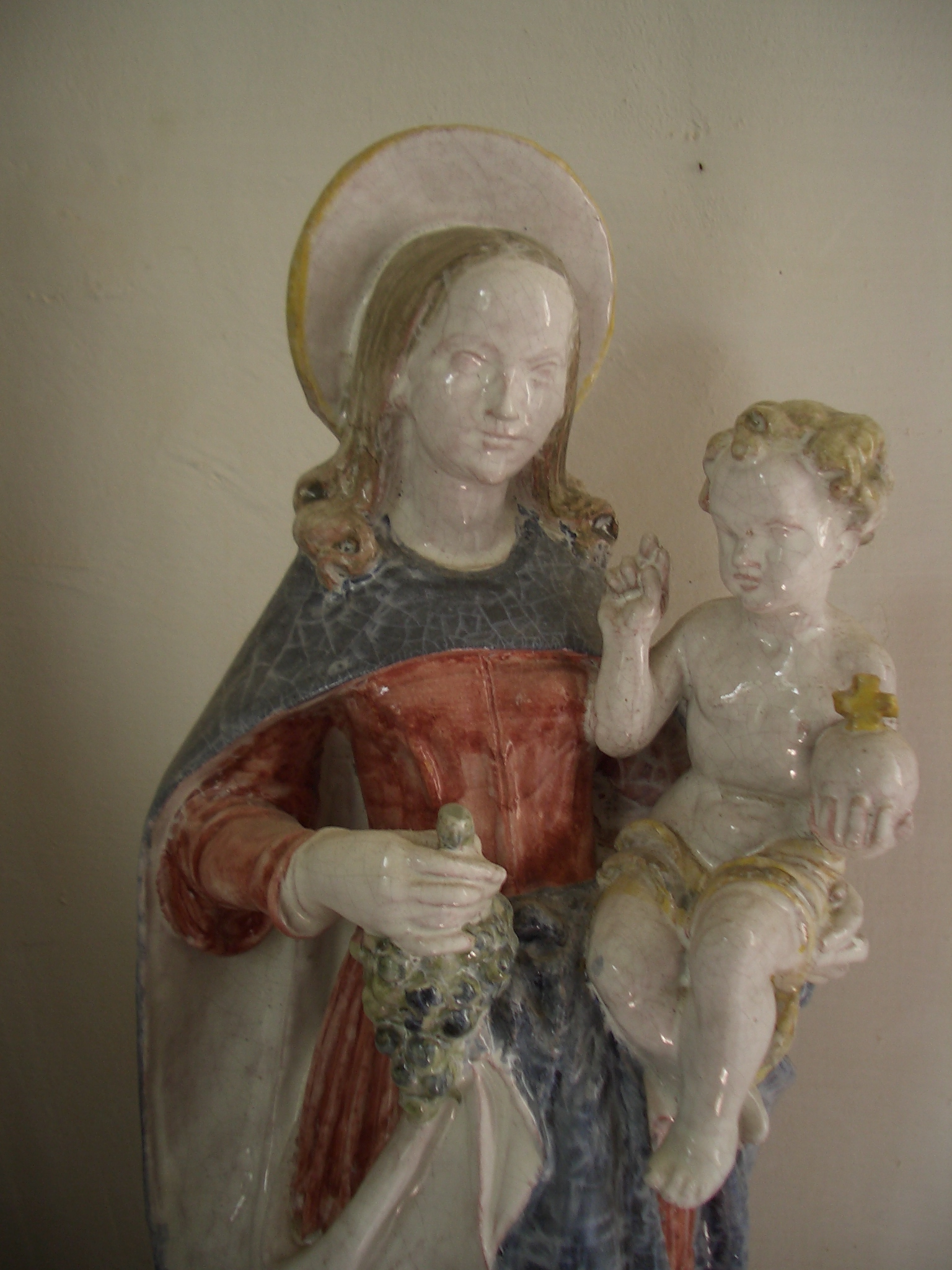
Marienstatue in der Hauskapelle
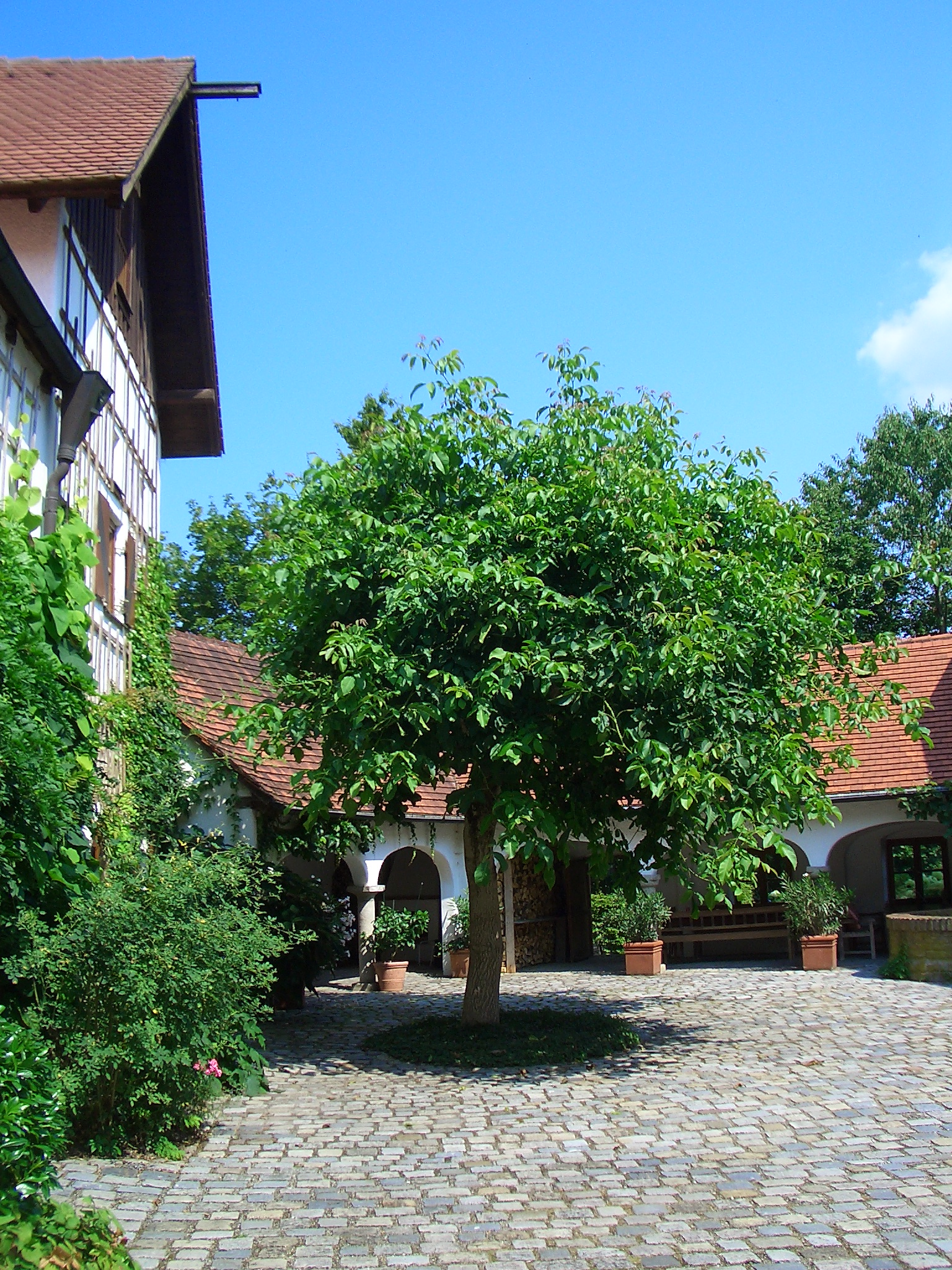
Innenhof
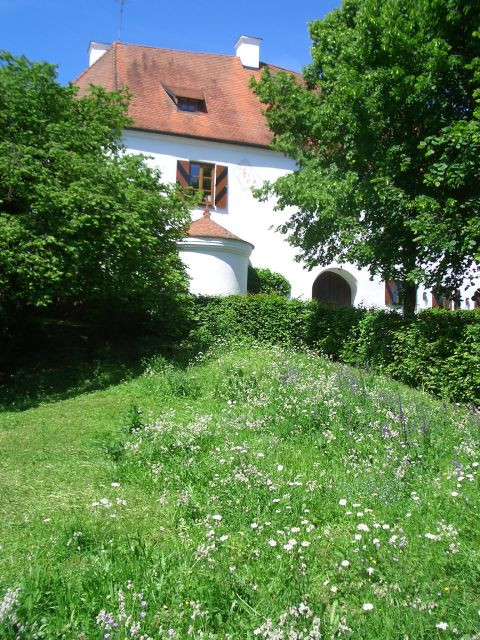
Außenansicht von Osten